# Iglesia Congresional Plymouth (Miami)
La Iglesia Congresional Plymouth (en inglés: Plymouth Congregational Church) es una iglesia histórica ubicada en Miami, Florida. La Iglesia Congresional Plymouth se encuentra inscrita  en el Registro Nacional de Lugares Históricos desde el 23 de julio de 1974.  

## Ubicación
La Iglesia Congresional Plymouth se encuentra dentro del condado de Miami-Dade en las coordenadas 25°43′19″N 80°14′18″O / 25.721944, -80.238333.